# Velocitat
|  | Per a altres significats, vegeu «motociclisme de velocitat». |

En física, la velocitat (v) és la mesura del canvi de mòdul i direcció de la posició d'un mòbil. És una magnitud física vectorial: es necessiten tant el mòdul com la direcció per definir-la. El valor absolut escalar (mòdul) de la velocitat és la celeritat (o rapidesa), quantitat que és mesurada en metres per segon (m/s o m·s−1) en unitats del Sistema Internacional d'Unitats.
Per exemple, "5 metres per segon" és un escalar i no pas un vector, mentre que "5 metres per segon cap a l'est" és un vector. La velocitat mitjana d'un objecte movent-se al llarg d'un desplaçament {\displaystyle (\Delta \mathbf {x} )} durant l'interval de temps {\displaystyle (\Delta t)} és descrita per la fórmula següent:
{\displaystyle \mathbf {\bar {v}} ={\frac {\Delta \mathbf {x} }{\Delta t}}}
La taxa de canvi de la velocitat és l'acceleració, la qual descriu com canvien la celeritat i la direcció en relació amb el temps i com estan canviant en un moment particular del temps.

## Història del concepte de velocitat
Durant molt de temps la noció de velocitat ha estat mancada d'una definició formal, ja que els matemàtics es prohibien fer el quocient de dues grandàries no homogènies. Dividir una distància entre un temps els semblava tan fals com ens podria semblar avui la suma d'aquests dos valors. És així que per saber si un cos anava més de pressa que un altre, Galileu (1564-1642) comparava la relació de les distàncies recorregudes per aquests cossos amb la relació dels temps corresponents. Per això aplicava l'equivalència següent:
{\displaystyle {\frac {s_{1}}{s_{2}}}\leq {\frac {t_{1}}{t_{2}}}\Leftrightarrow {\frac {s_{1}}{t_{1}}}\leq {\frac {s_{2}}{t_{2}}}}
La noció de velocitat instantània es va definir formalment per primera vegada per Pierre Varignon (1654-1722) el 5 de juliol de 1698, com la relació d'una longitud infinitament petita dx respecte d'un temps infinitament petit dt emprat en recórrer aquesta longitud. Per fer-ho, fa servir el formalisme del càlcul diferencial que havia posat en el punt catorze anys abans Leibniz (1646-1716).

## Velocitat mitjana i velocitat instantània

Triedre de Frenet desplaçant-se amb un punt que segueix una trajectòria helicoïdal

La velocitat mitjana {\displaystyle {\vec {v}}_{m}} d'un cos es defineix com el quocient entre la variació de la posició o desplaçament i el temps transcorregut:
{\displaystyle {\vec {v}}_{m}={\frac {\Delta {\vec {r}}}{\Delta t}}={\frac {{\vec {r}}-{\vec {r}}_{0}}{t-t_{0}}}={\frac {{\vec {r}}_{B}-{\vec {r}}_{A}}{t_{B}-t_{A}}}}
La velocitat instantània es defineix com la velocitat a què viatja un mòbil en un moment determinat. Per calcular-la es parteix de la definició de la velocitat mitjana i es fa tendir la variació de temps a zero -es prenen valors de temps molt petits, pròxims a zero-, de manera que obtenim la velocitat en un instant determinat.
{\displaystyle {\vec {v}}={\underset {\Delta t\to 0}{\mathop {\lim } }}\,{\frac {\Delta {\vec {r}}}{\Delta t}}={\underset {t_{B}\to t_{A}}{\mathop {\lim } }}\,{\frac {{\vec {r_{B}}}-{\vec {r_{A}}}}{t_{B}-t_{A}}}={\underset {t_{B}\to t_{A}}{\mathop {\lim } }}\,{\frac {{\vec {r}}(t_{B})-{\vec {r}}(t_{A})}{t_{B}-t_{A}}}={\frac {d{\vec {r}}(t)}{dt}}}

La velocitat 

## Component intrínseca de la velocitat. La celeritat
En tots els moviments, encara que no siguin rectilinis, en cada instant, la velocitat es pot expressar en un sistema de coordenades que tingui un eix tangent a la trajectòria. Per exemple emprant el triedre de Frenet.
En aquest sistema de coordenades la velocitat només té una component en l'eix tangent a la trajectòria pel també s'anomena velocitat tangencial. (les altres dues components són nul·les). Aquesta és l'única component intrínseca de la velocitat.
La magnitud d'aquesta component coincideix amb el mòdul de la velocitat que s'anomena celeritat. La celeritat és el que en realitat senyala l'indicador de velocitat d'un vehicle.

## Tipus especials de moviment d'un punt segons la velocitat
En general un punt material es pot moure seguint una trajectòria arbitrària a l'espai, per tant la direcció de la seva velocitat pot variar de qualsevol manera i també el seu mòdul. Però hi ha una sèrie de casos particular que tenen especial interès i que són objecte d'estudi detallat en cinemàtica.
Es diu que un punt està en repòs respecte d'un sistema de referència si el mòdul de la velocitat val 0 en el sistema de referència.

### Moviment rectilini
És el moviment que es dona quan la trajectòria del punt és una línia recta. S'estudien dos casos particulars en funció de cóm varia la celeritat (el mòdul de la velocitat).
Es diu que un punt està en moviment rectilini uniforme (MRU) respecte d'un sistema de referència quan el mòdul, la direcció i el sentit de la velocitat es mantenen constants.
Es diu que un punt està en moviment rectilini uniformement accelerat (MRUA) respecte d'un sistema de referència quan la direcció i el sentit de la velocitat es mantenen constants però el seu mòdul variï de manera lineal. En aquest cas s'introdueix el terme acceleració per descriure la variació de la velocitat respecte del temps.
En aquest tipus de moviment la velocitat es pot expressar en funció del temps amb la següent expressió:
{\displaystyle v(t)=v_{0}+a\left(t-t_{0}\right)}
O en funció de la posició:
{\displaystyle v\left(x\right)^{2}={v_{0}}^{2}+2a\left(x-x_{0}\right)}
On:
{\displaystyle v(t)\ } = velocitat del mòbil en funció del temps t
{\displaystyle v(x)\ } = velocitat del mòbil en funció de la posició x
{\displaystyle v_{0}\ } = velocitat inicial (quan {\displaystyle t=t_{0}} i quan {\displaystyle x=x_{0}})
{\displaystyle a\ } = acceleració, que es manté constant
{\displaystyle t\ } = temps
{\displaystyle t_{0}\ } = temps inicial (quan {\displaystyle x=x_{0}})

### Moviment circular
És el moviment que es dona quan la trajectòria del punt és una circumferència. S'estudien dos casos particulars en funció de cóm varia la velocitat. S'estudien dos casos particulars en funció de com varia la celeritat (el mòdul de la velocitat)
Es diu que un punt està en moviment circular uniforme (MCU) respecte d'un sistema de referència quan el mòdul de la velocitat lineal es manté constant però la seva direcció vara de manera que la trajectòria resultant és una circumferència. En aquesta situació apareix el concepte de velocitat angular la qual, com que és directament proporcional a la velocitat lineal, també es manté constant.
Es diu que un punt està en moviment circular uniformement accelerat (MCUA) respecte d'un sistema de referència quan el mòdul de la velocitat lineal augmenta o disminueixi de manera lineal i la seva direcció varia de manera que la trajectòria resultant és una circumferència. En aquesta situació apareix el concepte de velocitat angular la qual, com que és directament proporcional a la velocitat lineal, també augmenta o disminueix linealment. En aquest cas s'introdueixen els termes d'acceleració lineal i acceleració angular -relacionats pel radi de la circumferència- per descriure, respectivament, la variació de la velocitat lineal i angular respecte del temps.

#### Velocitat angular
En el tractament angular dels moviments circulars, s'anomena velocitat angular a la variació de l'angle -o posició angular- en el temps. La velocitat angular es representa per la lletra grega {\displaystyle \omega } i es mesura, en el SI, en radians per segon (rad/s). Es defineix matemàticament com a:
Velocitat angular mitjana:
{\displaystyle \omega _{m}={\frac {\Delta \phi }{\Delta t}}={\frac {\phi -\phi _{0}}{t-t_{0}}}={\frac {\phi _{B}-\phi _{A}}{t_{B}-t_{A}}}}
Velocitat angular instantània:
{\displaystyle \omega ={\underset {\Delta t\to 0}{\mathop {\lim } }}\,{\frac {\Delta \phi }{\Delta t}}={\underset {t_{B}\to t_{A}}{\mathop {\lim } }}\,{\frac {\phi _{B}-\phi _{A}}{t_{B}-t_{A}}}={\underset {t_{B}\to t_{A}}{\mathop {\lim } }}\,{\frac {\phi (t_{B})-\phi (t_{A})}{t_{B}-t_{A}}}={\frac {d\phi }{dt}}}
Perquè la velocitat angular quedi completament determinada no n'hi ha prou amb el valor que s'ha expressat abans. Manca identificar en quin pla esta continguda la trajectòria del punt i en quin sentit gira. Això es fa amb el vector velocitat angular. La magnitud anterior és el mòdul d'aquest vector. La direcció és la de la recta perpendicular al pla de la trajectòria i el sentit el d'avanç del tirabuixó que giri en el mateix sentit que el punt.
En un moviment circular la velocitat angular es relaciona amb la velocitat tangencial a través de les expressions:
Vectorialment: {\displaystyle {\vec {v}}={\vec {\omega }}\times {\vec {r}}}
En mòdul: {\displaystyle v=\omega \cdot R}
On R és el radi de la circumferència que descriu la trajectòria i la velocitat angular està expressada en radians per segon.

## Composició de velocitats
La composició de velocitats consisteix en calcular la velocitat que té un punt mesurada en un determinat sistema de referència, per exemple un sistema galil·leà, respecte del que es diu que és la velocitat absoluta vab, a partir de la velocitat respecte d'un altre sistema de referència que es mou respecte del primer anomenada velocitat relativa vrel sabent el moviment del sistema de referència relatiu respecte de l'absolut.
En general es té:
{\displaystyle {\overset {\to }{\mathop {v} }}\,_{abs}={\overset {\to }{\mathop {v} }}\,_{rel}+{\overset {\to }{\mathop {v} }}\,_{arr}}
On 'varr s'anomena velocitat d'arrossegament.
La velocitat d'arrossegament és la velocitat que tindria el punt respecte de la referència absoluta si estigués fix respecte de la referència relativa. Es pot calcular amb la fórmula:
{\displaystyle {\overset {\to }{\mathop {v} }}\,_{arr}={\overset {\to }{\mathop {v} }}\,_{abs}\left(O\right)+{\overset {\to }{\mathop {\omega } }}\,_{arr}\wedge {\overset {\to }{\mathop {P} }}\,_{rel}}
On {\displaystyle {\overset {\to }{\mathop {v} }}\,_{abs}\left(O\right)} és la velocitat del origen de la referència relativa respecte de la referència absoluta, {\displaystyle {\overset {\to }{\mathop {P} }}\,_{rel}} és el vector posició del punt respecte de la referència relativa i {\displaystyle {\overset {\to }{\mathop {\omega } }}\,_{arr}} és el vector velocitat angular de la referència relativa respecte de la referència absoluta.
| Demostració |
| --- |
| \| Per obtenir l'expressió que permet calcular la velocitat absoluta a partir de la velocitat relativa i del moviment de la referència relativa respecte de la referència absoluta, es parteix de l'expressió que permet calcular el vector de posició mesurat en la referència absoluta a partir del mesurat en la referència relativa: {\displaystyle {\overset {\to }{\mathop {P} }}\,_{abs}={\overset {\to }{\mathop {P} }}\,_{abs}\left(O\right)+{\overset {\to }{\mathop {P} }}\,_{rel}} on {\displaystyle {\overset {\to }{\mathop {P} }}\,_{abs}\left(O\right)} és el vector posició del origen de la referència relativa respecte de la referència absoluta. Derivant respecte del temps per trobar la velocitat s'obté: {\displaystyle {\begin{aligned}&{\overset {\to }{\mathop {v} }}\,_{abs}={\frac {d{\overset {\to }{\mathop {P} }}\,_{abs}}{dt}}\\&={\frac {d}{dt}}\left({\overset {\to }{\mathop {P} }}\,_{abs}\left(O\right)+{\overset {\to }{\mathop {P} }}\,_{rel}\right)\\&={\frac {d}{dt}}{\overset {\to }{\mathop {P} }}\,_{abs}\left(O\right)+{\frac {d}{dt}}{\overset {\to }{\mathop {P} }}\,_{rel}\\\end{aligned}}} El significat de la derivada temporal de la posició del origen de la referència relativa és clar, és la velocitat del origen de la referència relativa, per tant: {\displaystyle {\overset {\to }{\mathop {v} }}\,_{abs}={\overset {\to }{\mathop {v} }}\,_{abs}\left(O\right)+{\frac {d}{dt}}{\overset {\to }{\mathop {P} }}\,_{rel}} Per entendre el significat de la derivada de la posició relativa respecte del temps cal tenir present que la posició relativa és un vector tal que els seus components estan multiplicats pels vectors directors de la base mòbil, per tant, per derivar-lo respecte del temps, es té: {\displaystyle {\begin{aligned}{\overset {\to }{\mathop {P} }}\,_{rel}&=x{\overset {\to }{\mathop {e_{x}} }}\,+y{\overset {\to }{\mathop {e_{y}} }}\,+z{\overset {\to }{\mathop {e_{z}} }}\,\\{\frac {d}{dt}}{\overset {\to }{\mathop {P} }}\,_{rel}&={\frac {d}{dt}}\left(x{\overset {\to }{\mathop {e_{x}} }}\,\right)+{\frac {d}{dt}}\left(y{\overset {\to }{\mathop {e_{y}} }}\,\right)+{\frac {d}{dt}}\left(z{\overset {\to }{\mathop {e_{z}} }}\,\right)\\&=\left({\frac {d}{dt}}x\right){\overset {\to }{\mathop {e_{x}} }}\,+\left({\frac {d}{dt}}y\right){\overset {\to }{\mathop {e_{y}} }}\,+\left({\frac {d}{dt}}z\right){\overset {\to }{\mathop {e_{z}} }}\,+x{\frac {d}{dt}}{\overset {\to }{\mathop {e_{x}} }}\,+y{\frac {d}{dt}}{\overset {\to }{\mathop {e_{y}} }}\,+z{\frac {d}{dt}}{\overset {\to }{\mathop {e_{z}} }}\,\\\end{aligned}}} Els tres primers components són les derivades de les components de la posició respecte de la referència relativa multiplicades pels vectors directors de la referència relativa, per tant, és el vector velocitat relativa {\displaystyle {\overset {\to }{\mathop {v_{rel}} }}\,}. Substituint queda: {\displaystyle {\overset {\to }{\mathop {v} }}\,_{abs}={\overset {\to }{\mathop {v} }}\,_{abs}\left(O\right)+{\overset {\to }{\mathop {v} }}\,_{rel}+x{\frac {d}{dt}}{\overset {\to }{\mathop {e_{x}} }}\,+y{\frac {d}{dt}}{\overset {\to }{\mathop {e_{y}} }}\,+z{\frac {d}{dt}}{\overset {\to }{\mathop {e_{z}} }}\,} (1) En derivar cada un dels vectors directors de la referència relativa respecte del temps en general s'obtindrà un vector per cada un que tindrà tres components: {\displaystyle {\begin{aligned}&{\frac {d}{dt}}{\overset {\to }{\mathop {e_{x}} }}\,=\omega _{xx}{\overset {\to }{\mathop {e_{x}} }}\,+\omega _{xy}{\overset {\to }{\mathop {e_{y}} }}\,+\omega _{xz}{\overset {\to }{\mathop {e_{z}} }}\,\\&{\frac {d}{dt}}{\overset {\to }{\mathop {e_{y}} }}\,=\omega _{yx}{\overset {\to }{\mathop {e_{x}} }}\,+\omega _{yy}{\overset {\to }{\mathop {e_{y}} }}\,+\omega _{yz}{\overset {\to }{\mathop {e_{z}} }}\,\\&{\frac {d}{dt}}{\overset {\to }{\mathop {e_{z}} }}\,=\omega _{zx}{\overset {\to }{\mathop {e_{x}} }}\,+\omega _{zy}{\overset {\to }{\mathop {e_{y}} }}\,+\omega _{zz}{\overset {\to }{\mathop {e_{z}} }}\,\\\end{aligned}}} En notació matricial això permet expressar les tres últimes components com: {\displaystyle \left(x{\frac {d}{dt}}{\overset {\to }{\mathop {e_{x}} }}\,\right)+\left(y{\frac {d}{dt}}{\overset {\to }{\mathop {e_{y}} }}\,\right)+\left(z{\frac {d}{dt}}{\overset {\to }{\mathop {e_{z}} }}\,\right)=\left({\begin{matrix}x&y&z\\\end{matrix}}\right)\cdot \left({\begin{matrix}\omega _{xx}&\omega _{xy}&\omega _{xz}\\\omega _{yx}&\omega _{yy}&\omega _{yz}\\\omega _{zx}&\omega _{zy}&\omega _{zz}\\\end{matrix}}\right)\centerdot \left({\begin{matrix}{\overset {\to }{\mathop {e_{x}} }}\,\\{\overset {\to }{\mathop {e_{y}} }}\,\\{\overset {\to }{\mathop {e_{z}} }}\,\\\end{matrix}}\right)} Però, pel fet que els vectors directors tinguin mòdul constant (=1) ha de ser ωxx = ωyy = ωzz = 0. A més pel fet de ser perpendiculars entre ells i continuar sent-ho en tot moment ha de ser ωyx = -ωxy, ωzx = -ωxz i ωzy = -ωyz, per tant l'expressió es pot escriure: {\displaystyle {\begin{aligned}&\left(x{\frac {d}{dt}}{\overset {\to }{\mathop {e_{x}} }}\,\right)+\left(y{\frac {d}{dt}}{\overset {\to }{\mathop {e_{y}} }}\,\right)+\left(z{\frac {d}{dt}}{\overset {\to }{\mathop {e_{z}} }}\,\right)=\left({\begin{matrix}x&y&z\\\end{matrix}}\right)\cdot \left({\begin{matrix}0&\omega _{xy}&\omega _{xz}\\-\omega _{xy}&0&\omega _{yz}\\-\omega _{xz}&-\omega _{yz}&0\\\end{matrix}}\right)\centerdot \left({\begin{matrix}{\overset {\to }{\mathop {e_{x}} }}\,\\{\overset {\to }{\mathop {e_{y}} }}\,\\{\overset {\to }{\mathop {e_{z}} }}\,\\\end{matrix}}\right)\\&=\left({\begin{matrix}x&y&z\\\end{matrix}}\right)\cdot \left({\begin{matrix}\omega _{xy}\cdot {\overset {\to }{\mathop {e_{y}} }}\,+\omega _{xz}\cdot {\overset {\to }{\mathop {e_{z}} }}\,\\-\omega _{xy}\cdot {\overset {\to }{\mathop {e_{x}} }}\,+\omega _{yz}\cdot {\overset {\to }{\mathop {e_{z}} }}\,\\-\omega _{xz}\cdot {\overset {\to }{\mathop {e_{x}} }}\,-\omega _{yz}\cdot {\overset {\to }{\mathop {e_{y}} }}\,\\\end{matrix}}\right)\\&=x\cdot \omega _{xy}\cdot {\overset {\to }{\mathop {e_{y}} }}\,+x\cdot \omega _{xz}\cdot {\overset {\to }{\mathop {e_{z}} }}\,-y\cdot \omega _{xy}\cdot {\overset {\to }{\mathop {e_{x}} }}\,+y\cdot \omega _{yz}\cdot {\overset {\to }{\mathop {e_{z}} }}\,-z\cdot \omega _{xz}\cdot {\overset {\to }{\mathop {e_{x}} }}\,-z\cdot \omega _{yz}\cdot {\overset {\to }{\mathop {e_{y}} }}\,\\&={\overset {\to }{\mathop {e_{x}} }}\,\cdot \left(-y\cdot \omega _{xy}-z\cdot \omega _{xz}\right)+{\overset {\to }{\mathop {e_{y}} }}\,\cdot \left(x\cdot \omega _{xy}-z\cdot \omega _{yz}\right)+{\overset {\to }{\mathop {e_{z}} }}\,\cdot \left(x\cdot \omega _{xz}+y\cdot \omega _{yz}\right)\\&={\overset {\to }{\mathop {e_{x}} }}\,\cdot \left(\left[-\omega _{xz}\right]\cdot z-\omega _{xy}\cdot y\right)-{\overset {\to }{\mathop {e_{y}} }}\,\cdot \left(\omega _{yz}\cdot z-\omega _{xy}\cdot x\right)+{\overset {\to }{\mathop {e_{z}} }}\,\cdot \left(\omega _{yz}\cdot y-\left[-\omega _{xz}\right]\cdot x\right)\\&=\left\\|{\begin{matrix}{\overset {\to }{\mathop {e_{x}} }}\,&{\overset {\to }{\mathop {e_{y}} }}\,&{\overset {\to }{\mathop {e_{z}} }}\,\\\omega _{yz}&-\omega _{xz}&\omega _{xy}\\x&y&z\\\end{matrix}}\right\\|\\&=\left({\begin{matrix}\omega _{yz}&-\omega _{xz}&\omega _{xy}\\\end{matrix}}\right)\centerdot \left({\begin{matrix}{\overset {\to }{\mathop {e_{x}} }}\,\\{\overset {\to }{\mathop {e_{y}} }}\,\\{\overset {\to }{\mathop {e_{z}} }}\,\\\end{matrix}}\right)\wedge \left({\begin{matrix}x&y&z\\\end{matrix}}\right)\centerdot \left({\begin{matrix}{\overset {\to }{\mathop {e_{x}} }}\,\\{\overset {\to }{\mathop {e_{y}} }}\,\\{\overset {\to }{\mathop {e_{z}} }}\,\\\end{matrix}}\right)\\&={\overset {\to }{\mathop {\omega _{arr}} }}\,\wedge {\overset {\to }{\mathop {v_{rel}} }}\,\\\end{aligned}}} Substituint a (1) queda: {\displaystyle {\overset {\to }{\mathop {v} }}\,_{abs}={\overset {\to }{\mathop {v} }}\,_{abs}\left(O\right)+{\overset {\to }{\mathop {v} }}\,_{rel}+{\overset {\to }{\mathop {\omega _{arr}} }}\,\wedge {\overset {\to }{\mathop {v_{rel}} }}\,} Que és el que es pretenia demostrar. \| |
| Per obtenir l'expressió que permet calcular la velocitat absoluta a partir de la velocitat relativa i del moviment de la referència relativa respecte de la referència absoluta, es parteix de l'expressió que permet calcular el vector de posició mesurat en la referència absoluta a partir del mesurat en la referència relativa: {\displaystyle {\overset {\to }{\mathop {P} }}\,_{abs}={\overset {\to }{\mathop {P} }}\,_{abs}\left(O\right)+{\overset {\to }{\mathop {P} }}\,_{rel}} on {\displaystyle {\overset {\to }{\mathop {P} }}\,_{abs}\left(O\right)} és el vector posició del origen de la referència relativa respecte de la referència absoluta. Derivant respecte del temps per trobar la velocitat s'obté: {\displaystyle {\begin{aligned}&{\overset {\to }{\mathop {v} }}\,_{abs}={\frac {d{\overset {\to }{\mathop {P} }}\,_{abs}}{dt}}\\&={\frac {d}{dt}}\left({\overset {\to }{\mathop {P} }}\,_{abs}\left(O\right)+{\overset {\to }{\mathop {P} }}\,_{rel}\right)\\&={\frac {d}{dt}}{\overset {\to }{\mathop {P} }}\,_{abs}\left(O\right)+{\frac {d}{dt}}{\overset {\to }{\mathop {P} }}\,_{rel}\\\end{aligned}}} El significat de la derivada temporal de la posició del origen de la referència relativa és clar, és la velocitat del origen de la referència relativa, per tant: {\displaystyle {\overset {\to }{\mathop {v} }}\,_{abs}={\overset {\to }{\mathop {v} }}\,_{abs}\left(O\right)+{\frac {d}{dt}}{\overset {\to }{\mathop {P} }}\,_{rel}} Per entendre el significat de la derivada de la posició relativa respecte del temps cal tenir present que la posició relativa és un vector tal que els seus components estan multiplicats pels vectors directors de la base mòbil, per tant, per derivar-lo respecte del temps, es té: {\displaystyle {\begin{aligned}{\overset {\to }{\mathop {P} }}\,_{rel}&=x{\overset {\to }{\mathop {e_{x}} }}\,+y{\overset {\to }{\mathop {e_{y}} }}\,+z{\overset {\to }{\mathop {e_{z}} }}\,\\{\frac {d}{dt}}{\overset {\to }{\mathop {P} }}\,_{rel}&={\frac {d}{dt}}\left(x{\overset {\to }{\mathop {e_{x}} }}\,\right)+{\frac {d}{dt}}\left(y{\overset {\to }{\mathop {e_{y}} }}\,\right)+{\frac {d}{dt}}\left(z{\overset {\to }{\mathop {e_{z}} }}\,\right)\\&=\left({\frac {d}{dt}}x\right){\overset {\to }{\mathop {e_{x}} }}\,+\left({\frac {d}{dt}}y\right){\overset {\to }{\mathop {e_{y}} }}\,+\left({\frac {d}{dt}}z\right){\overset {\to }{\mathop {e_{z}} }}\,+x{\frac {d}{dt}}{\overset {\to }{\mathop {e_{x}} }}\,+y{\frac {d}{dt}}{\overset {\to }{\mathop {e_{y}} }}\,+z{\frac {d}{dt}}{\overset {\to }{\mathop {e_{z}} }}\,\\\end{aligned}}} Els tres primers components són les derivades de les components de la posició respecte de la referència relativa multiplicades pels vectors directors de la referència relativa, per tant, és el vector velocitat relativa {\displaystyle {\overset {\to }{\mathop {v_{rel}} }}\,}. Substituint queda: {\displaystyle {\overset {\to }{\mathop {v} }}\,_{abs}={\overset {\to }{\mathop {v} }}\,_{abs}\left(O\right)+{\overset {\to }{\mathop {v} }}\,_{rel}+x{\frac {d}{dt}}{\overset {\to }{\mathop {e_{x}} }}\,+y{\frac {d}{dt}}{\overset {\to }{\mathop {e_{y}} }}\,+z{\frac {d}{dt}}{\overset {\to }{\mathop {e_{z}} }}\,} (1) En derivar cada un dels vectors directors de la referència relativa respecte del temps en general s'obtindrà un vector per cada un que tindrà tres components: {\displaystyle {\begin{aligned}&{\frac {d}{dt}}{\overset {\to }{\mathop {e_{x}} }}\,=\omega _{xx}{\overset {\to }{\mathop {e_{x}} }}\,+\omega _{xy}{\overset {\to }{\mathop {e_{y}} }}\,+\omega _{xz}{\overset {\to }{\mathop {e_{z}} }}\,\\&{\frac {d}{dt}}{\overset {\to }{\mathop {e_{y}} }}\,=\omega _{yx}{\overset {\to }{\mathop {e_{x}} }}\,+\omega _{yy}{\overset {\to }{\mathop {e_{y}} }}\,+\omega _{yz}{\overset {\to }{\mathop {e_{z}} }}\,\\&{\frac {d}{dt}}{\overset {\to }{\mathop {e_{z}} }}\,=\omega _{zx}{\overset {\to }{\mathop {e_{x}} }}\,+\omega _{zy}{\overset {\to }{\mathop {e_{y}} }}\,+\omega _{zz}{\overset {\to }{\mathop {e_{z}} }}\,\\\end{aligned}}} En notació matricial això permet expressar les tres últimes components com: {\displaystyle \left(x{\frac {d}{dt}}{\overset {\to }{\mathop {e_{x}} }}\,\right)+\left(y{\frac {d}{dt}}{\overset {\to }{\mathop {e_{y}} }}\,\right)+\left(z{\frac {d}{dt}}{\overset {\to }{\mathop {e_{z}} }}\,\right)=\left({\begin{matrix}x&y&z\\\end{matrix}}\right)\cdot \left({\begin{matrix}\omega _{xx}&\omega _{xy}&\omega _{xz}\\\omega _{yx}&\omega _{yy}&\omega _{yz}\\\omega _{zx}&\omega _{zy}&\omega _{zz}\\\end{matrix}}\right)\centerdot \left({\begin{matrix}{\overset {\to }{\mathop {e_{x}} }}\,\\{\overset {\to }{\mathop {e_{y}} }}\,\\{\overset {\to }{\mathop {e_{z}} }}\,\\\end{matrix}}\right)} Però, pel fet que els vectors directors tinguin mòdul constant (=1) ha de ser ωxx = ωyy = ωzz = 0. A més pel fet de ser perpendiculars entre ells i continuar sent-ho en tot moment ha de ser ωyx = -ωxy, ωzx = -ωxz i ωzy = -ωyz, per tant l'expressió es pot escriure: {\displaystyle {\begin{aligned}&\left(x{\frac {d}{dt}}{\overset {\to }{\mathop {e_{x}} }}\,\right)+\left(y{\frac {d}{dt}}{\overset {\to }{\mathop {e_{y}} }}\,\right)+\left(z{\frac {d}{dt}}{\overset {\to }{\mathop {e_{z}} }}\,\right)=\left({\begin{matrix}x&y&z\\\end{matrix}}\right)\cdot \left({\begin{matrix}0&\omega _{xy}&\omega _{xz}\\-\omega _{xy}&0&\omega _{yz}\\-\omega _{xz}&-\omega _{yz}&0\\\end{matrix}}\right)\centerdot \left({\begin{matrix}{\overset {\to }{\mathop {e_{x}} }}\,\\{\overset {\to }{\mathop {e_{y}} }}\,\\{\overset {\to }{\mathop {e_{z}} }}\,\\\end{matrix}}\right)\\&=\left({\begin{matrix}x&y&z\\\end{matrix}}\right)\cdot \left({\begin{matrix}\omega _{xy}\cdot {\overset {\to }{\mathop {e_{y}} }}\,+\omega _{xz}\cdot {\overset {\to }{\mathop {e_{z}} }}\,\\-\omega _{xy}\cdot {\overset {\to }{\mathop {e_{x}} }}\,+\omega _{yz}\cdot {\overset {\to }{\mathop {e_{z}} }}\,\\-\omega _{xz}\cdot {\overset {\to }{\mathop {e_{x}} }}\,-\omega _{yz}\cdot {\overset {\to }{\mathop {e_{y}} }}\,\\\end{matrix}}\right)\\&=x\cdot \omega _{xy}\cdot {\overset {\to }{\mathop {e_{y}} }}\,+x\cdot \omega _{xz}\cdot {\overset {\to }{\mathop {e_{z}} }}\,-y\cdot \omega _{xy}\cdot {\overset {\to }{\mathop {e_{x}} }}\,+y\cdot \omega _{yz}\cdot {\overset {\to }{\mathop {e_{z}} }}\,-z\cdot \omega _{xz}\cdot {\overset {\to }{\mathop {e_{x}} }}\,-z\cdot \omega _{yz}\cdot {\overset {\to }{\mathop {e_{y}} }}\,\\&={\overset {\to }{\mathop {e_{x}} }}\,\cdot \left(-y\cdot \omega _{xy}-z\cdot \omega _{xz}\right)+{\overset {\to }{\mathop {e_{y}} }}\,\cdot \left(x\cdot \omega _{xy}-z\cdot \omega _{yz}\right)+{\overset {\to }{\mathop {e_{z}} }}\,\cdot \left(x\cdot \omega _{xz}+y\cdot \omega _{yz}\right)\\&={\overset {\to }{\mathop {e_{x}} }}\,\cdot \left(\left[-\omega _{xz}\right]\cdot z-\omega _{xy}\cdot y\right)-{\overset {\to }{\mathop {e_{y}} }}\,\cdot \left(\omega _{yz}\cdot z-\omega _{xy}\cdot x\right)+{\overset {\to }{\mathop {e_{z}} }}\,\cdot \left(\omega _{yz}\cdot y-\left[-\omega _{xz}\right]\cdot x\right)\\&=\left\|{\begin{matrix}{\overset {\to }{\mathop {e_{x}} }}\,&{\overset {\to }{\mathop {e_{y}} }}\,&{\overset {\to }{\mathop {e_{z}} }}\,\\\omega _{yz}&-\omega _{xz}&\omega _{xy}\\x&y&z\\\end{matrix}}\right\|\\&=\left({\begin{matrix}\omega _{yz}&-\omega _{xz}&\omega _{xy}\\\end{matrix}}\right)\centerdot \left({\begin{matrix}{\overset {\to }{\mathop {e_{x}} }}\,\\{\overset {\to }{\mathop {e_{y}} }}\,\\{\overset {\to }{\mathop {e_{z}} }}\,\\\end{matrix}}\right)\wedge \left({\begin{matrix}x&y&z\\\end{matrix}}\right)\centerdot \left({\begin{matrix}{\overset {\to }{\mathop {e_{x}} }}\,\\{\overset {\to }{\mathop {e_{y}} }}\,\\{\overset {\to }{\mathop {e_{z}} }}\,\\\end{matrix}}\right)\\&={\overset {\to }{\mathop {\omega _{arr}} }}\,\wedge {\overset {\to }{\mathop {v_{rel}} }}\,\\\end{aligned}}} Substituint a (1) queda: {\displaystyle {\overset {\to }{\mathop {v} }}\,_{abs}={\overset {\to }{\mathop {v} }}\,_{abs}\left(O\right)+{\overset {\to }{\mathop {v} }}\,_{rel}+{\overset {\to }{\mathop {\omega _{arr}} }}\,\wedge {\overset {\to }{\mathop {v_{rel}} }}\,} Que és el que es pretenia demostrar.         |

## Velocitat dels punts del sòlid rígid
Un sòlid rígid és aquell en què tots els seus punts estan sempre a la mateixa distància. Per conèixer el moviment de tots els punts d'un sòlid rígid, n'hi ha prou amb conèixer el moviment d'un punt O del sòlid i el moviment d'un sistema de referència solidari al sòlid que tingui aquest punt com a origen.
A partir d'aquí es pot determinar la velocitat d'un punt qualsevol del sòlid a partir del seu vector de posició en aquesta referència solidaria al sòlid amb:
{\displaystyle {\overset {\to }{\mathop {v} }}\,\left(P\right)={\overset {\to }{\mathop {v} }}\,\left(O\right)+{\overset {\to }{\mathop {\omega } }}\,\wedge {\overset {\to }{\mathop {OP} }}\,}
on {\displaystyle {\overset {\to }{\mathop {\omega } }}\,} és la velocitat angular del sòlid (és a dir, la de la referència solidària al sòlid amb origen al punt O en la que es mesura el vector OP).

## Velocitat d'escapament
La velocitat d'escapament és la velocitat mínima que es necessita per poder escapar de l'atracció del camp gravitatori generat per un objecte qualssevol, en lloc de caure altra vegada a damunt seu o entrar en òrbita suposant que aquest objecte no es veu afectat per cap altre força externa a part de la gravetat.
La velocitat d'escapament es pot calcular com:
{\displaystyle v_{e}={\sqrt {\frac {2GM}{r}}}={\sqrt {2gr\,}}}
On G és la constant de la gravitació universal, M i r són la massa i el radi de l'objecte del que es vol escapar i g és l'acceleració de la gravetat.
Quan un objecte és tal que hi ha un radi pel que la velocitat d'escapament és igual a la velocitat de la llum, llavors l'objecte és un forat negre. Aquest radi defineix el que s'anomena horitzó d'esdeveniments.

## Composició de velocitats en teoria de la relativitat
Tot el que s'ha explicat fins aquí és vàlid suposant que el temps i la longitud dels objectes no canviïn en canviar de sistema de referència. En el cas de sistemes de referència que tinguin una velocitat relativa apreciable respecte de la velocitat de la llum aquesta aproximació no és vàlida i cal aplicar la teoria de la relativitat, en el cas de dos sistemes amb velocitat relativa v constant entre ells, la velocitat es pot descompondre en una component paral·lela a la velocitat relativa entre els observadors vx i un altre de perpendicular a aquesta vy. Coneguda la velocitat que mesura un observador O₂ es pot determinar la que mesura un observador O1 amb les següents fórmules:
{\displaystyle {\begin{aligned}&v_{1x}={\frac {v_{2x}+v}{1+\left({\frac {v_{2x}\cdot v}{c^{2}}}\right)}}\\&v_{1y}={\frac {v_{2y}}{\gamma \left[1+\left({\frac {v_{2x}\cdot v}{c^{2}}}\right)\right]}}\\\end{aligned}}}
on
{\displaystyle \gamma ={\frac {1}{\sqrt {1-{\frac {v^{2}}{c^{2}}}}}}}

## Unitats

### Sistema Internacional(SI)
- Metre per segon (m/s): unitat de velocitat del SI. 1 m/s = 3,6 km/h.
- Kilòmetre per hora (km/h): ús habitual.
- Kilòmetre per segon (km/s): ús astronòmic.

### Sistema Cegesimal d'Unitats(CGS)
- Centímetre per segon (cm/s) unitat de velocitat en el CGS.

### Sistema anglès
- Peu per segon (ft/s): unitat de velocitat en el sistema anglès.
- Milla per hora (mph): ús habitual. 1 mph = 1,609344 km/h = 0,44704 m/s
- Milla per segon (mps): ús col·loquial.

### Navegació marítimaiNavegació aèria
El nus és la unitat de mesura de la velocitat més utilitzada en navegació marítima i aèria. És equivalent a la milla nàutica per hora.
1 nus = 1 mph (en aquest cas ens referim a la milla nàutica)
Tot seguit es presenten les relacions entre el nus i altres unitats de mesura com mph (referit a la milla terrestre).
1 nus = 1,150686 mph = 1,85185 km/h = 0,514403 m/s

### Aeronàutica
En aeronàutica també es pot utilitzar el Mach (M) per a la mesura de velocitats, que es defineix com el quocient entre la velocitat d'un objecte i la velocitat del so. Per tant, es tracta d'una unitat adimensional.
{\displaystyle M={\frac {v_{m{\grave {o}}bil}}{v_{so}}}={\frac {v_{m{\grave {o}}bil}\left({}^{m}\!\!\diagup \!\!{}_{s}\;\right)}{340\left({}^{m}\!\!\diagup \!\!{}_{s}\;\right)}}={\frac {v_{m{\grave {o}}bil}\left({}^{km}\!\!\diagup \!\!{}_{h}\;\right)}{1224\left({}^{km}\!\!\diagup \!\!{}_{h}\;\right)}}}

### Sistema natural
- Velocitat de la llum en el buit: 299.792.458 m/s (convencionalment 300.000 km/s)

## Altres consideracions sobre la velocitat
És per la velocitat que s'expliquen conceptes físics com la quantitat de moviment, l'energia cinètica o fins i tot la Teoria de la relativitat postulada per Einstein, en la qual es té en compte que el màxim treball produït per una massa ve donat per la màxima velocitat que pot assolir. Com que la llum és el viatger més ràpid de l'Univers, això ens indica l'energia que conté qualsevol massa.
En general, a qualsevol procés que inclogui una repetició en el temps, es pot parlar del concepte velocitat;
- Velocitat radial: velocitat d'un objecte en la direcció de la visual.
- Velocitat rotacional: velocitat a la qual un objecte dona voltes a un punt de referència. La unitat del SI és el hertz (voltes per segon) però també pot ser expressada en revolucions per minut rpm, graus/segon, ...
- Freqüència angular: mesura de la velocitat de rotació. És la variació d'angle per unitat de temps. La unitat del SI és el radiant per segon,
- La velocitat d'impressió d'una impressora se sol expressar en pàgines per minut (ppm).
- La velocitat de lectura/gravació dels CDs i DVDs, es basen en la velocitat estàndard de lectura d'un CD de música (74 minuts). Per tant; 1x = 74 min, 2x = 37 min, 4x = 18.5 min, ...

## Errors comuns en el càlcul de velocitats
Un error molt comú és confondre la velocitat mitjana amb la mitjana de les velocitats. Per exemple si anem d’A a B a 100 km/h i tornem (de B a A) a 50 km/h, quina ha estat la velocitat mitjana d’anada i tornada? 
El més habitual és que un pensi que és la mitjana de velocitats (100 km/h + 50 km/h)/2 = 75 km/h i es queda tant ample.
Comprovem-ho amb un cas pràctic per fer-ho més fàcil. Imaginem que la distància A-B és de 100 km. Llavors tenim que a l’anada triga 1 h i a la tornada 2h. Això vol dir que ha fet 200 km (100 km d’anada i 100 km de tornada) en 3h (1h d’anada i 2 h de tornada) amb la qual cosa la velocitat mitjana ha estat de 200 km/ 3h = 66,67 km/h (bastant per sota del 75 km/h).
Aquest raonament (velocitat mitjana = mitjana de velocitats) només el podem fer quan anem el mateix temps a velocitats diferents. Per exemple si durant 1h anem a 100 km/h i durant una altra hora anem a 50 km/h, sí que la velocitat mitjana és de 75 km/h, ja que hem recorregut 150 km (100 km la primera hora i 50 km la segona) en dues hores, amb la qual cosa la velocitat mitjana ha estat de 150 km/2h = 75 km/h
Ara que ja ho tenim clar, intentem resoldre la següent situació: “Un ciclista puja un port de muntanya amb una velocitat mitjana de 10 km/h. Quina haurà de ser la velocitat de baixada perquè la velocitat mitjana total (pujada i baixada) sigui de 20 km/h?”
Possiblement alguns de vosaltres per mandra d'agafar un paper i llapis i pensar-ho un mica direu: “Si ha pujat a 10 km/h i vol obtenir una mitjana de 20 km/h només caldrà que baixi a 30 km/h ja que .
Doncs no és aquesta la solució. I encara us diria més, per molt ràpid que baixi, mai podrà aconseguir fer una mitjana de 20 km/h. Sorprenent, no?
Aquest afirmació tant rotunda (i sorprenent) requereix una explicació.
Imaginem que el port de muntanya té “X” km.
Raonament (1)
Si pugem el port a 10 km/h trigarem X/10 hores en arribar a dalt.
El temps que trigarem en baixar el port serà X/v. Essent v la velocitat de baixada.
Si ha de fer una mitjana de 20 km/h, entre pujar i baixar, tindrem que 20=(2X/(X/10 + X/v)) = 2X / ((Xv+10X)/10v) = 20Xv / Xv+10 => 20Xv+200 = 20Xv => 200=0 
D’aquí deduïm que és impossible fer una mitjana de 20 km/h entre pujar i baixar si la velocitat mitjana de pujada ha estat de 10 km/h.
Raonament (2)
Si el pugem a 10 km/h trigarem X/10 hores en arribar a dalt.
Si féssim una mitjana de 20 km/h entre pujar i baixar voldria dir que el temps emprat entre la pujada i baixada seria de 2X/20, és a dir X/10, que com podem veure és igual al de la pujada. D’aquí deduïm que el temps de baixada hauria de ser zero i això és impossible.
Raonament (3)
Imaginem que el ciclista triga t hores en pujar-lo i t’ en baixar-lo. Com que la velocitat mitjana de pujada és de 10 km/h tindrem que X= 10·t.
Per calcular la velocitat mitjana total, com que pujada+baixada=2·X tindrem que Vm=2X/ (t+t'). I com que volem que Vm=20 km/h tindrem que 20 = 2X/(t+t') o sigui 2X=20(t+t')=20t + 20t'. Ara bé, abans hem vist que X=10·t amb la qual cosa 2·X=20·t que substituint a l'equació 2X=20t+20t' tindrem que 2X=2X+20t'. És a dir, 20·t'=0 i en conseqüència t'=0. Això vol dir que per fer una mitjana total de 20 km/h hauria de fer el descens del port amb un temps zero, i això és impossible per molt ràpid que sigui el descens.
Per a quines altres velocitats mitjanes trobarem aquesta impossibilitat? Seguint el raonament anterior ens adonem que aquesta impossibilitat és dona sempre que vulguem obtenir una velocitat mitjana total del doble o més del doble de la velocitat aconseguida a l'anada. En el nostre cas concret podem aconseguir una velocitat inferior propera a 20 km/h, sempre que baixem a com un llamp, però mai aconseguirem una velocitat mitjana igual o superior a 20 km/h. Curiós, no?